# Cantante

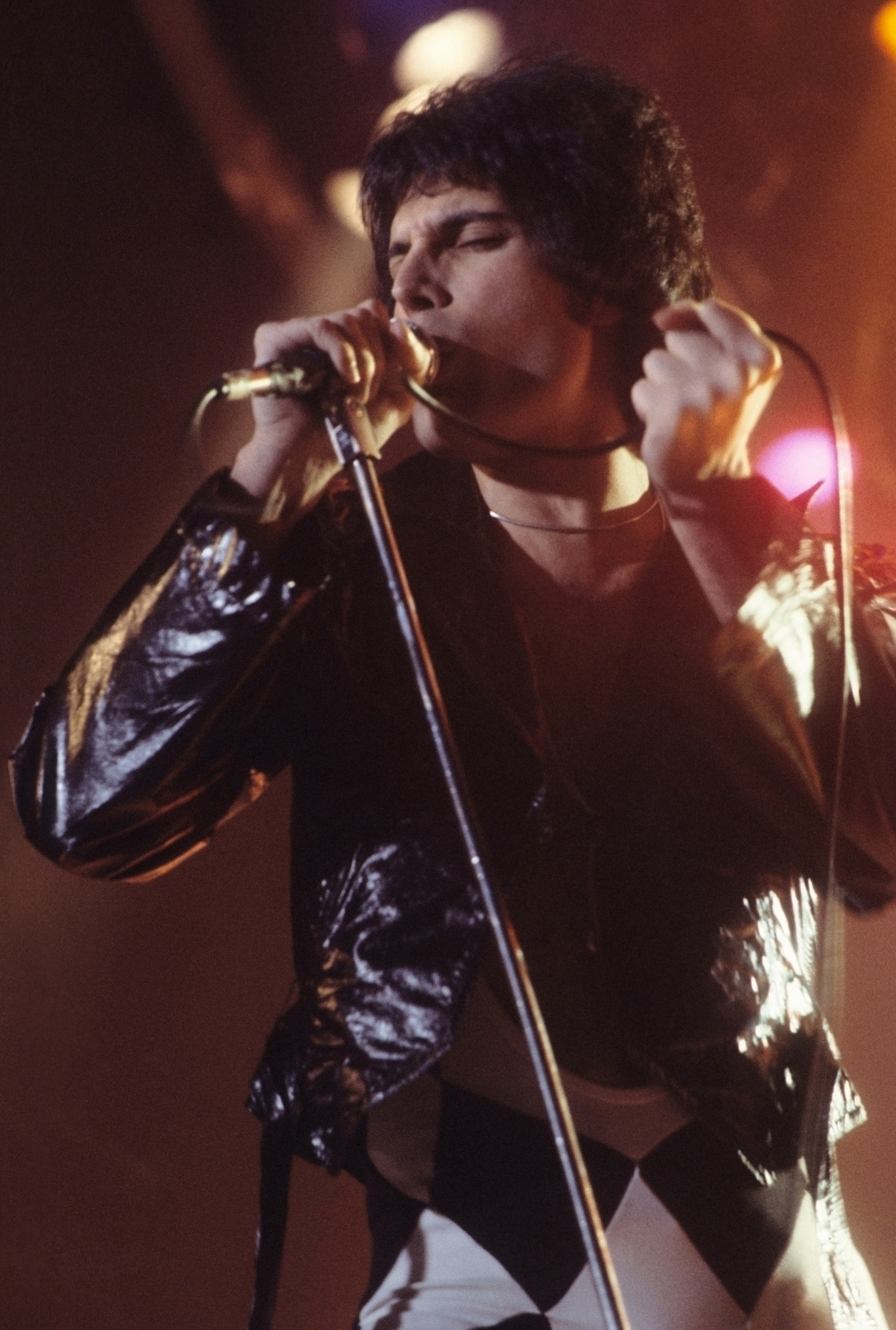
Freddie Mercury

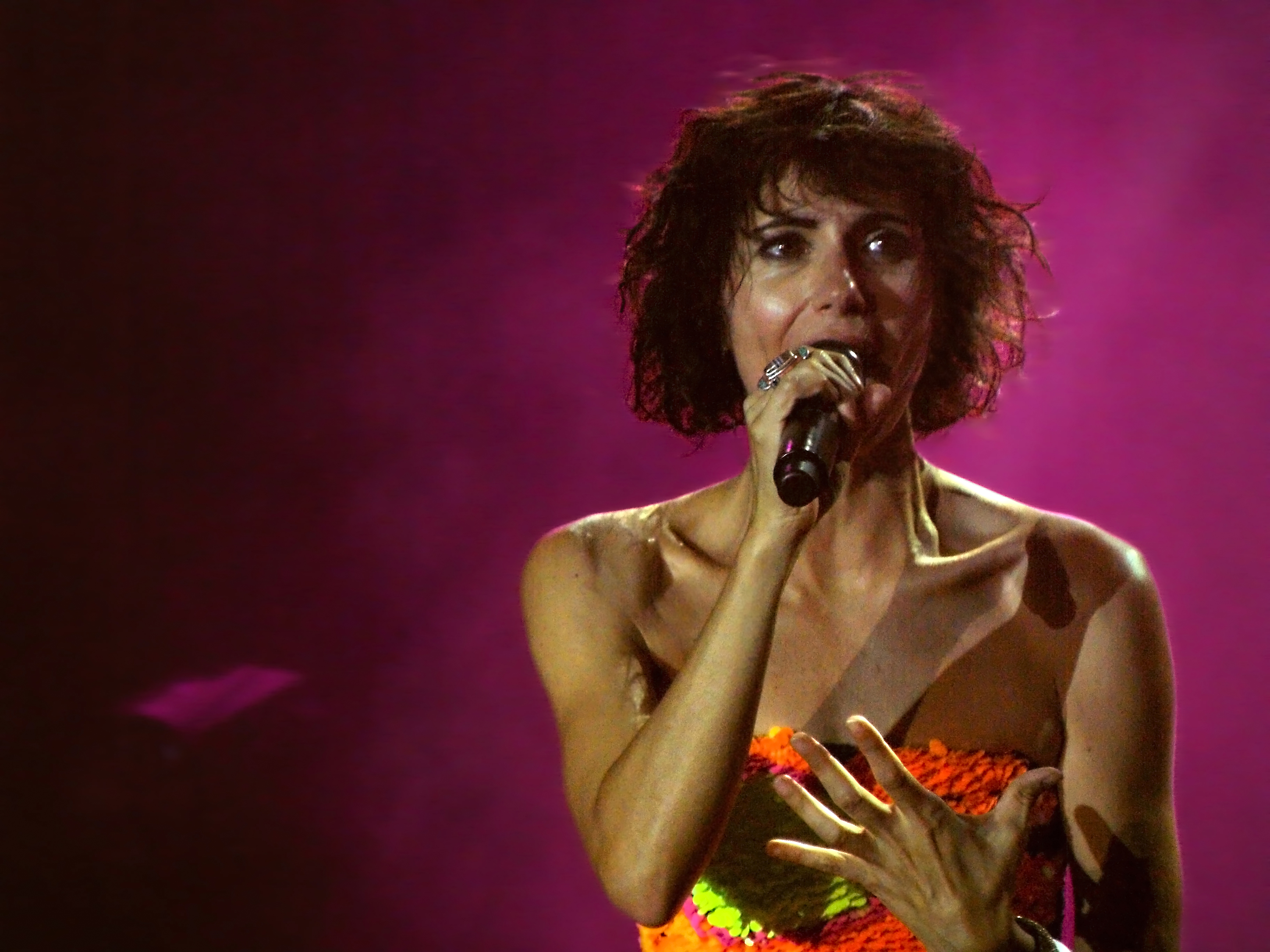
La cantante Giorgia

Il cantante è un soggetto che, mediante l'utilizzo della propria voce, produce una successione di suoni ordinati per ritmo e altezza.
Il cantante solista è colui che canta la melodia principale di un brano musicale.
Il corista canta in un coro, o accompagna il solista con seconde voci o voci complementari. In questo ultimo caso il termine entrato nell'uso comune negli ambienti musicali diversi dalla musica classica è vocalist o, in un adattamento italiano, vocalista.

## Solista
Il solista è un cantante che esegue delle parti che vengono cantate, con accompagnamento musicale o con il solo canto della voce, che è solo in scena o comunque che canta una linea melodica non in coro con altri cantanti.
Nell'industria musicale, si chiama solista un artista che pubblica dischi sotto il proprio nome, o servendosi di uno pseudonimo, comunque senza l'apporto di un gruppo musicale fisso, ma servendosi di musicisti potenzialmente diversi a ogni sessione (turnisti).